# Округ Блејден (Северна Каролина)
Блејден (енгл. Bladen County) је округ у америчкој савезној држави Северна Каролина.

## Демографија
По попису из 2010. године број становника је 35.190, што је 2.912 (9,0%) становника више него 2000. године.
| Група             | 2000.          | 2010.          |
| Белци             | 18.035 (55,9%) | 19.242 (54,7%) |
| Афроамериканци    | 12.235 (37,9%) | 12.268 (34,9%) |
| Азијати           | 31 (0,1%)      | 70 (0,2%)      |
| Хиспаноамериканци | 1.198 (3,7%)   | 2.502 (7,1%)   |
| Укупно            | 32.278         | 35.190         |